# 山形五堰

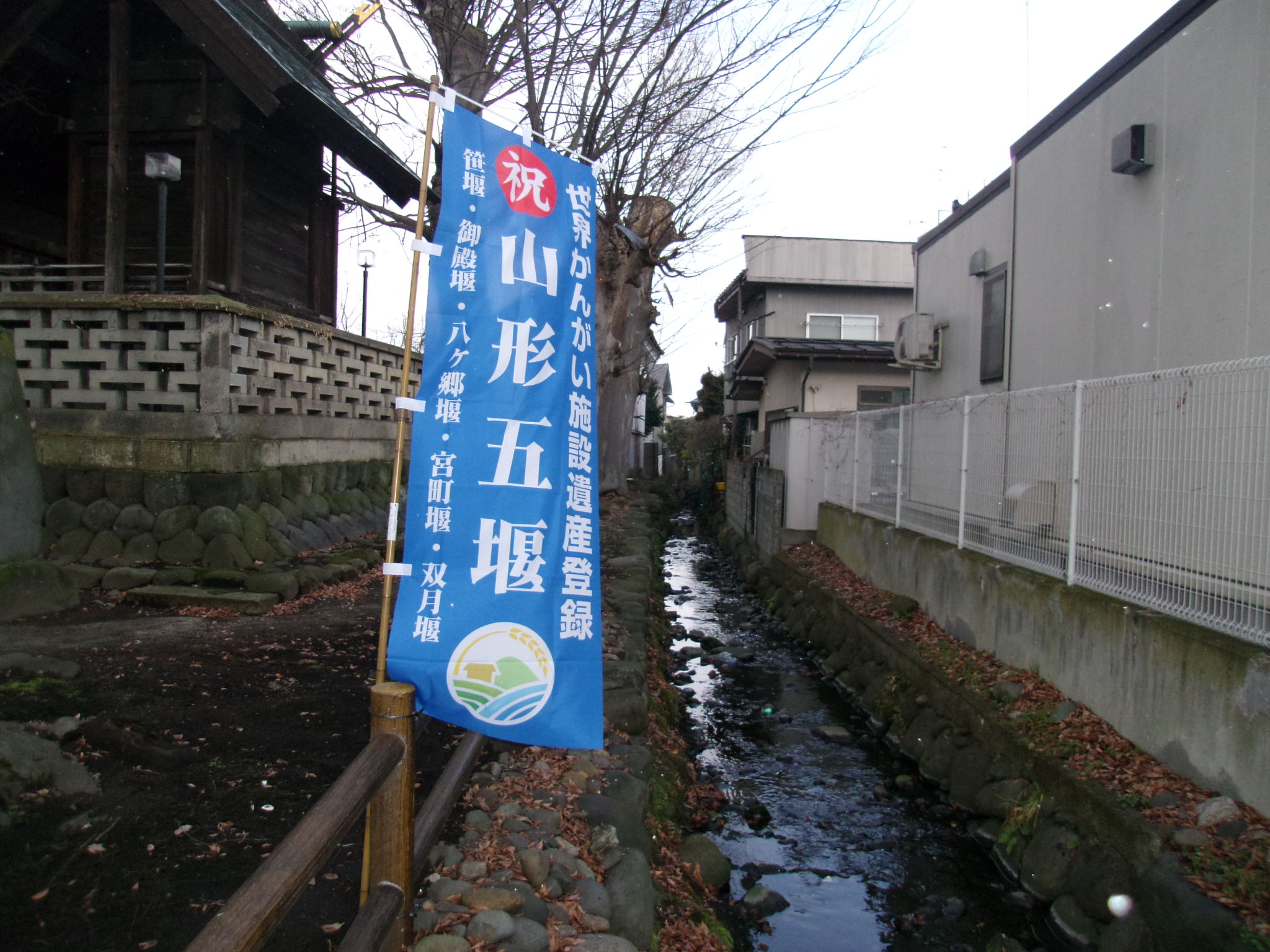
かんがい施設遺産登録記念幟が掲げられた八ヶ郷堰

山形五堰（やまがたごせき）は、山形県山形市の5つの堰とそこから流れる用水の総称。
2006年2月22日に疎水百選に選定。2023年11月4日に世界かんがい施設に登録。

## 概要
扇状地に位置する山形市街地を網の目のように流れているのが特徴であり、南から笹堰（ささぜき）・御殿堰（ごてんぜき）・八ケ郷堰（はっかごうぜき）・宮町堰（みやまちぜき）・双月堰（そうつきぜき）の5つの堰がある。総延長は115kmに上る。
1624年、山形城主の鳥居忠政が城濠への水の供給と農業・生活用水の確保のため、前年に5日間の大雨で洪水を起こした馬見ヶ崎川の流路を変更し、併せて川に5ヶ所の取水口を設けたことが始まりと文献が残る。通常こうした水路は疏水と呼ばれるが、完成時取水口は堰と名付けられた。このため疏水ではなく堰と呼ばれるとされる。
太平洋戦争前まで、五堰は農業用水や生活用水はもちろんのこと、水車を利用した製粉業・精米業のほか、養鯉・染物・鰻問屋など様々な産業にも活用された。また子供は堰で戯れ、家庭でも米を研ぐ水に利用するなど人々の生活に密着していた。
だが、高度経済成長期に入ると五堰は、生活排水・工業排水の流入により水質の悪化が急速に進んだ。こうしたことから利便性が重視され、石積み水路からコンクリート水路や暗渠に改修された。また1985年には、馬見ヶ崎川合口頭首工が供用開始し馬見ヶ崎川からの取水が1ヶ所に統合された。 
その後、市による下水道の整備で水質浄化が進み、2001年には有志によって五堰を地域振興に役立てようと、「考える会」が発足。同会による清掃活動や啓蒙が実を結び、2005年頃には御殿堰や笹堰で梅花藻が生育し始め、ほたるも見られるようになった。今日では農業用水や防火用水機能のほかに、県の歴史的遺産として保つため親水空間としても活用されている。

## 整備箇所
- 馬見ヶ崎川合口頭首工

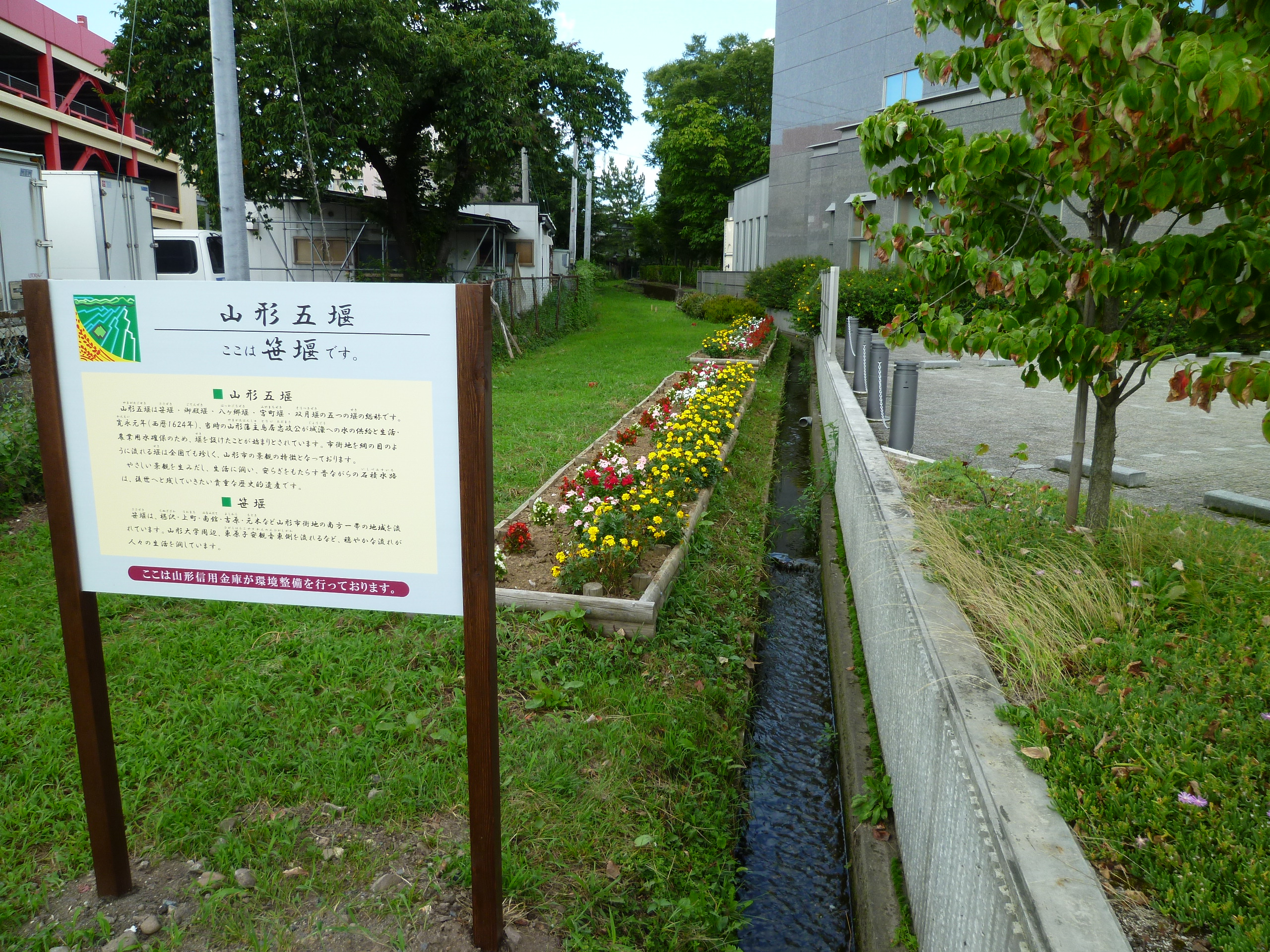
笹堰（山形市鉄砲町）

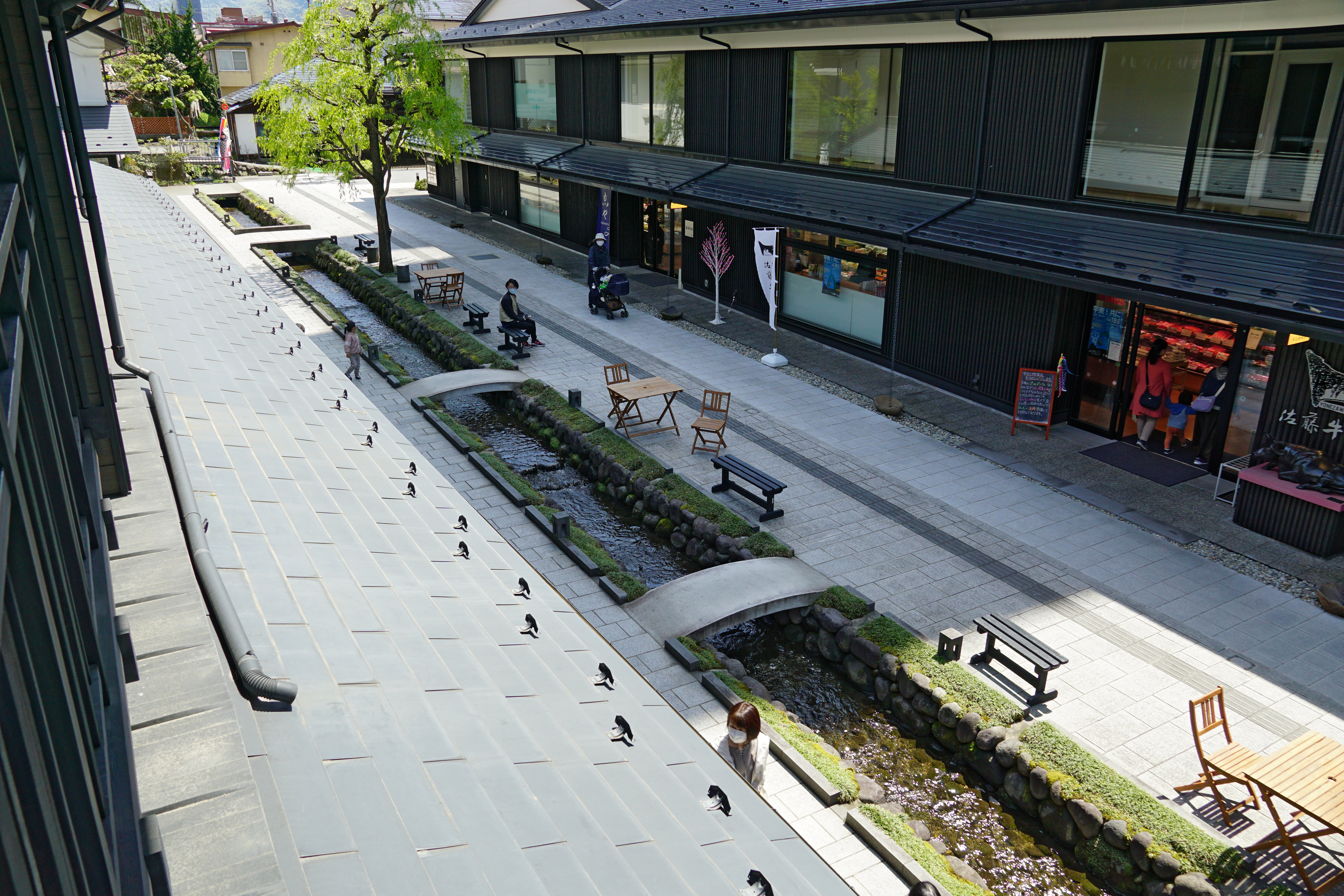
御殿堰（山形市七日町）

  - 大字釈迦堂の山形蔵王インターチェンジの上流部
- 山形県庁前緑地
  - 松波2丁目の山形県庁の議会棟前にある庭園
- 御殿・八ヶ郷堰 親水空間
  - 小白川町五丁目
- 馬見ヶ崎川河川敷遊水路
  - 小白川町字川原の馬見ヶ崎プール「ジャバ」付近
- 大学通り せせらぎ水路
  - 山形大学小白川キャンパス周辺
- ふれあい通り 親水護岸
  - 八小～福祉体育館～旧オーヌマホテルの間
- 図書館通り せせらぎ水路
  - 小荷駄町の市立図書館周辺
- 六小東通り せせらぎ水路
  - 六小～中央高校の間
- 天沼
  - 南一番町のみなみ公園内に位置。五堰で唯一残っている農業用のため池である。
- 専称寺境内
  - 緑町三丁目の専称寺境内
- 光禅寺境内
  - 鉄砲町二丁目の光禅寺境内
- 七日町御殿堰
  - 七日町二丁目の中心商店街（七日町商店街）を流れる。街の近代化で塞がれていたが、2010年に再整備され商業施設の「水の町屋七日町御殿堰」もオープンした[4]。2022年度以降、「水の町屋七日町御殿堰」の西側約50mにも御殿堰の石積みを再生する計画が進められている[4]。

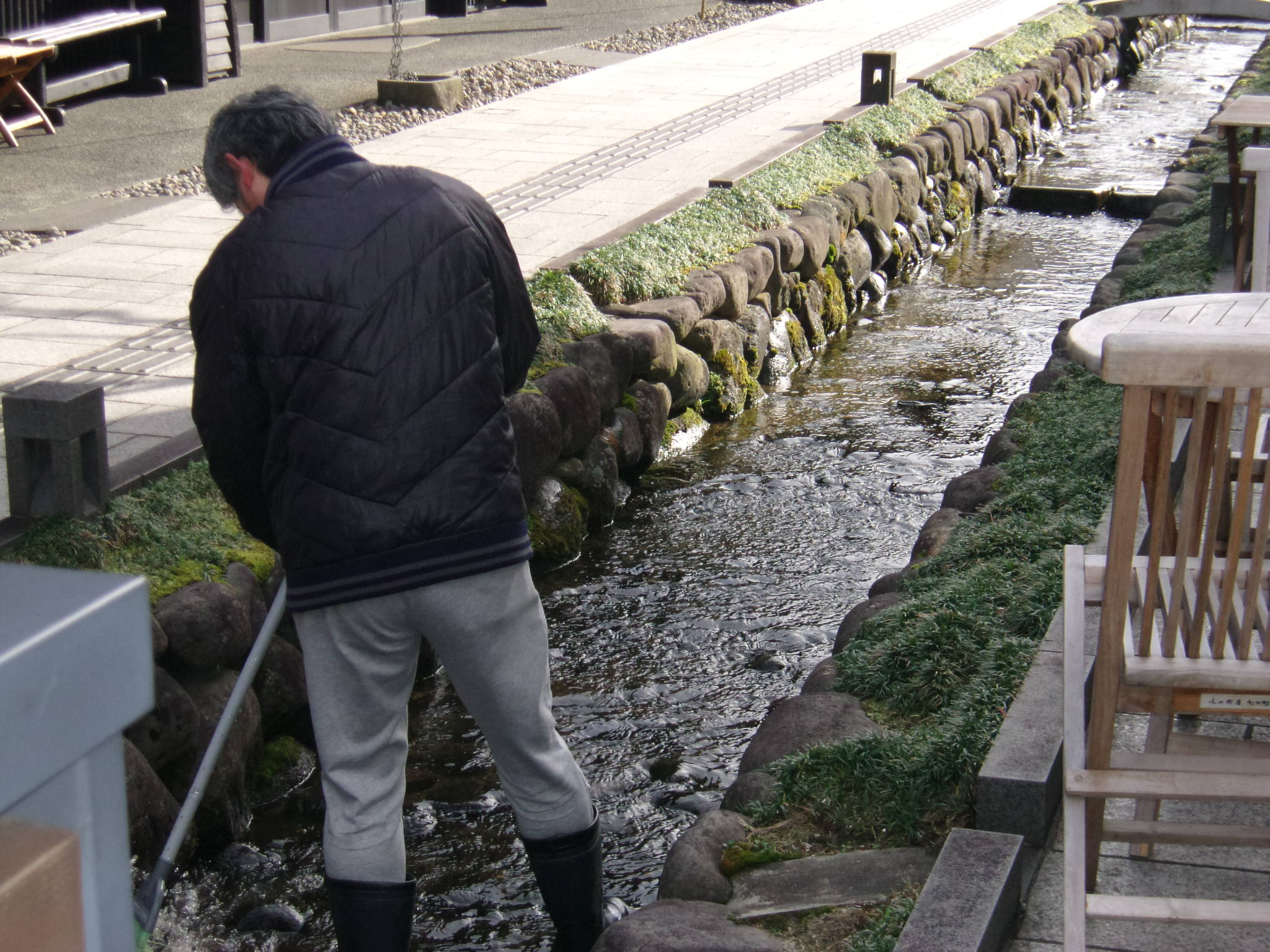
御殿堰の清掃風景
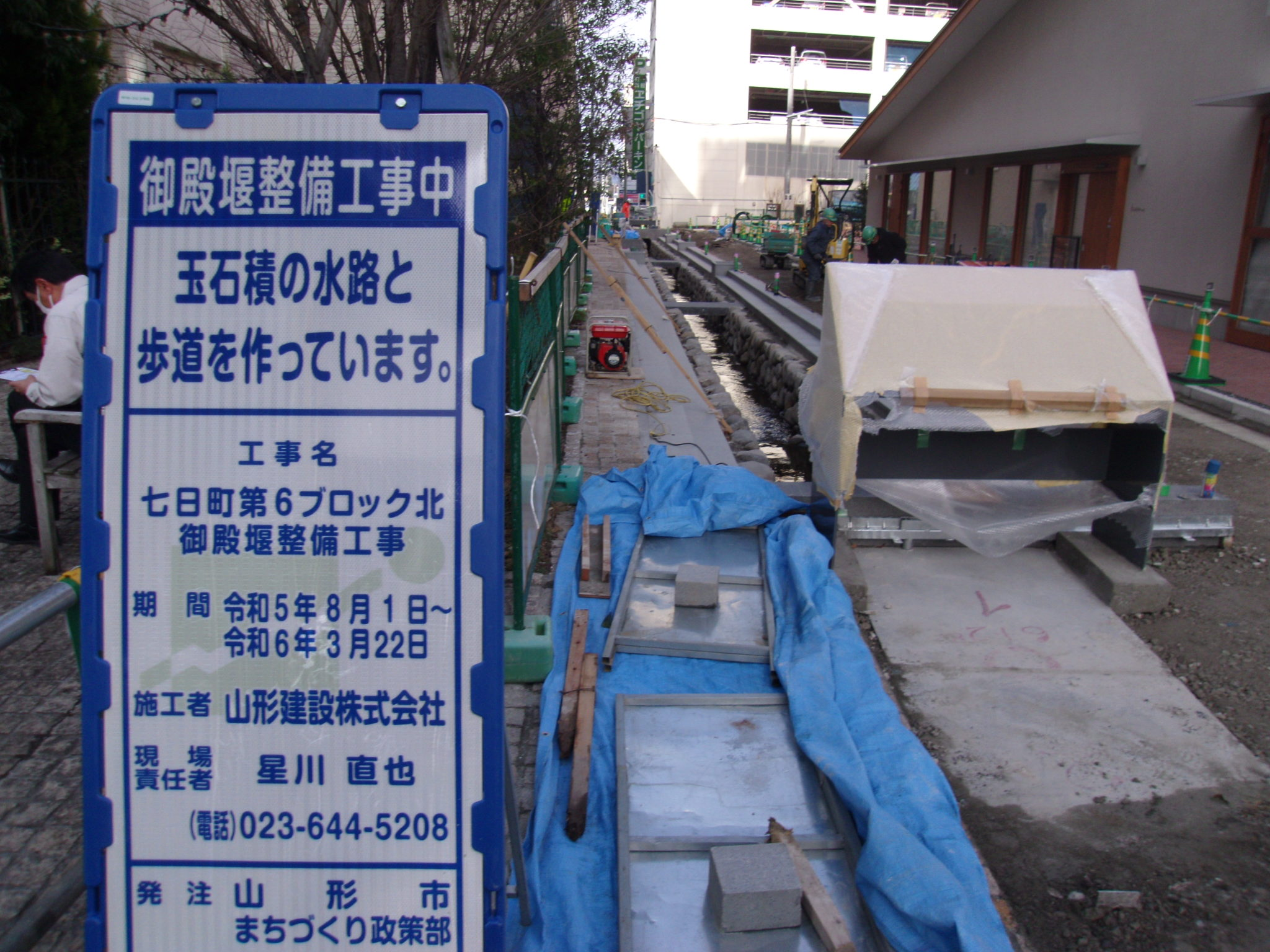
かんがい施設遺産登録をうけ追加整備中の御殿堰(2024年2月)

- 済生館中央親水広場
  - 七日町一丁目の市立病院済生館の改築の際、第二期工事分として整備された立体駐車場、公共駐輪場と共に1994年12月完成[5]。
- 嶋堰せせらぎ緑道
  - 嶋土地区画整理事業を施行した際に、宮町堰下流にあたるためせせらぎを再整備。公共下水道雨水幹線を大きな暗渠とし、上部にせせらぎと緑道を設置。2009年完成[2]。
- 大坊川せせらぎ緑道
  - 笹堰の南、青田南に位置する大坊川の掘割を改修。地下に雨水幹線を設置し、地上にせせらぎのある900メートルの緑道を整備。2001年に完成[2]。